# 江府町
江府町（日语：／ Kōfu chō */?）是位于日本鳥取縣西部山區的個城鎮。由於地處中國地方最高峰大山南部靠內陸側，因此此地區又稱為「奧大山」。當地以農業為主，生產稻米、肉牛、乳牛等。
由於日野川、俣野川、船谷川、小江尾川等多條河川在轄區內會合，町名「江府」即是指｢｣（河川河流的中心）的意思。

## 人口
| 江府町人口分布圖 |                                               |  |
| 江府町與日本全國年齡別人口分布比較圖 （2005年資料） | 江府町的年齡、男女別人口分布圖 （2005年資料） |  |
| ■紫色是江府町 ■綠色是全国 | ■藍色是男性 ■紅色是女性                       |  |
| 江府町人口變化 \| 1970年 \| 5,538人 \| \| \| 1975年 \| 5,025人 \| \| \| 1980年 \| 5,015人 \| \| \| 1985年 \| 4,757人 \| \| \| 1990年 \| 4,528人 \| \| \| 1995年 \| 4,316人 \| \| \| 2000年 \| 3,921人 \| \| \| 2005年 \| 3,643人 \| \| \| 2010年 \| 3,379人 \| \| \| 2015年 \| 3,004人 \| \| \| 2020年 \| 2,672人 \| \| |                                               |  |
| 資料來源：日本總務省統計中心提供之人口普查數據 |                                               |  |
| 1970年 | 5,538人                                       |  |
| 1975年 | 5,025人                                       |  |
| 1980年 | 5,015人                                       |  |
| 1985年 | 4,757人                                       |  |
| 1990年 | 4,528人                                       |  |
| 1995年 | 4,316人                                       |  |
| 2000年 | 3,921人                                       |  |
| 2005年 | 3,643人                                       |  |
| 2010年 | 3,379人                                       |  |
| 2015年 | 3,004人                                       |  |
| 2020年 | 2,672人                                       |  |

## 歷史

### 年表
- 1889年10月1日：實施町村制，現在的轄區在當時分屬：日野郡江尾村、米澤村、神奈川村、米原村、金澤村。
- 1918年4月1日：米原村和金澤村合併為日光村。
- 1947年10月1日：江尾村改制為江尾町。
- 1953年6月1日：江尾町、米澤村、神奈川村合併為江府町。[3]
- 1954年4月1日：日光村的部分地區被併入江府町。

### 變遷表
| 1889年10月1日 | 1889年 - 1926年     | 1926年 - 1954年      | 1926年 - 1954年           | 1955年 - 1989年           | 1989年 - 現在                   | 現在                            |
| ------------- | ------------------- | -------------------- | ------------------------- | ------------------------- | ------------------------------- | ------------------------------- |
| 江尾村        | 江尾村              | 1947年10月1日 江尾町 | 1953年6月1日 江府町       | 江府町                    | 江府町                          | 江府町                          |
| 米澤村        |                     |                      | 1953年6月1日 江府町       | 江府町                    | 江府町                          | 江府町                          |
| 神奈川村      |                     |                      | 1953年6月1日 江府町       | 江府町                    | 江府町                          | 江府町                          |
| 米原村        | 1918年4月1日 日光村 | 1918年4月1日 日光村  | 1954年4月1日 併入江府町   | 江府町                    | 江府町                          | 江府町                          |
| 金澤村        | 1918年4月1日 日光村 | 1918年4月1日 日光村  | 1954年4月1日 合併為溝口町 | 1954年4月1日 合併為溝口町 | 2005年1月1日 合併為西伯郡伯耆町 | 2005年1月1日 合併為西伯郡伯耆町 |

## 交通

### 鐵路
- 西日本旅客鐵道
  - 伯備線：（←日野町） - 武庫車站 - 江尾車站 - （伯耆町→）

|  |

### 道路
高速道路
- 米子自動車道：江府交流道

## 外部連結
- （日語） 江府町官方觀光網站 （页面存档备份，存于）
- （日語） 環境王國－江府町 （页面存档备份，存于）
- （日語） 江府町商工會